# Rita Deli
Rita Deli (* 21. August 1972 in Tatabánya, Ungarn) ist eine ehemalige ungarische Handballspielerin, die für die ungarische Nationalmannschaft auflief. Später war sie als Trainerin tätig.

## Karriere

### Im Verein
Deli spielte in ihrer Geburtsstadt für den Verein Tatabányai Bányász SC, bei dem sie im Alter von 14 Jahren in der Erstligamannschaft eingesetzt wurde. Später wechselte sie zum Budapesti Spartacus SC. Daraufhin lief sie vier Jahre für Testnevelési Főiskola SE auf und wechselte im Jahr 1994 zu Dunaferr SE. In der Saison 1994/95 gewann sie mit Dunaferr den Europapokal der Pokalsieger. Nachdem Deli in der Saison 1997/98 für Vasas Budapest gespielt hatte, schloss sie sich Ferencváros Budapest an. Mit Ferencváros gewann die Rückraumspielerin im Jahr 2000 die ungarische Meisterschaft und wurde in den Spielzeiten 1998/99 und 1999/2000 Torschützenkönigin der höchsten ungarischen Spielklasse. Zwischen 2000 und 2002 stand Deli beim österreichischen Verein Hypo Niederösterreich unter Vertrag, mit dem sie in jeder Spielzeit das nationale Double gewann. Anschließend schloss sich Deli dem ungarischen Verein Fehérvár KC an, bei dem sie im Jahr 2004 wegen chronischen Achillessehnenschmerzen ihre Karriere beendete.

### In der Nationalmannschaft
Deli bestritt in ihrer Länderspiellaufbahn 110 Länderspiele für die ungarische Nationalmannschaft, in denen sie 282 Tore warf. Mit Ungarn gewann sie die Bronzemedaille bei der Europameisterschaft 1998 sowie die Silbermedaille bei den Olympischen Spielen 2000.

### Als Trainerin
Deli engagierte sich als Jugendtrainerin beim Fehérvár KC. Im März 2016 betreute sie erstmals die Damenmannschaft von Fehérvár KC. Unter ihrer Leitung qualifizierte sich Fehérvár KC zwei Mal für den Europapokal. Im September 2020 trat sie von ihrem Traineramt zurück.